# Férfi diszkoszvetés a 2015. évi nyári európai ifjúsági olimpiai fesztiválon
A 2015. évi nyári európai ifjúsági olimpiai fesztiválon az atlétikai versenyszámokat Tbilisziben rendezték. A férfi diszkoszvetés versenyének selejtezőjére július 27.-én került sor, a döntőt pedig július 30.-án rendezték. 

## Rekordok
A versenyt megelőzően a következő rekordok voltak érvényben:
| Ifjúsági világrekord | Mykyta Nesterenko (Ukrajna) | 77.50 m |
| EYOF rekord          | Mykyta Nesterenko (Ukrajna) | 72.31 m |

## Selejtező
Az összesített eredmények alapján a legjobb eredménnyel rendelkező 12 atléta jutott a döntőbe.
| H  | Csoport | Név                         | Nemzet           | 1     | 2     | 3     | E     | Mj |
| -- | ------- | --------------------------- | ---------------- | ----- | ----- | ----- | ----- | -- |
| 1  | B       | Giorgos Koniarakis          | Ciprus           | x     | 54.42 | -     | 54.42 | Q  |
| 2  | B       | Marco Giuseppe Balloni      | Olaszország      | 49.92 | 49.89 | 52.18 | 52.18 | Q  |
| 3  | B       | Dzmitry Karpuk              | Fehéroroszország | 50.96 | 46.48 | x     | 50.96 | q  |
| 4  | B       | Torkel Andreassen Bjoerbaek | Norvégia         | 50.02 | 48.78 | 50.66 | 50.66 | q  |
| 5  | B       | Gia Davitashvili            | Grúzia           | x     | 50.63 | 49.24 | 50.63 | q  |
| 6  | A       | Aranyi Ferenc               | Magyarország     | 50.27 | 46.78 | x     | 50.27 | Q  |
| 7  | B       | Aaron Sola Sanjuan          | Spanyolország    | 49.71 | x     | 48.16 | 49.71 | q  |
| 8  | A       | Earwyn Abdou                | Franciaország    | 48.70 | x     | x     | 48.70 | q  |
| 9  | A       | Dmitrii Lopyrev             | Oroszország      | 48.00 | 45.94 | x     | 48.00 | q  |
| 10 | A       | Kornel Kacper Warszawski    | Lengyelország    | x     | 47.94 | x     | 47.94 | q  |
| 11 | A       | Adrian Baran                | Szlovákia        | x     | 46.83 | 46.64 | 46.83 | q  |
| 12 | A       | Aaro Leinonen               | Finnország       | 41.77 | 46.32 | 46.74 | 46.74 | q  |
| 13 | B       | Aleksandr Savitski          | Észtország       | 46.04 | x     | 45.54 | 46.04 |    |
| 14 | B       | Alen Softic                 | Koszovó          | x     | 44.42 | 41.85 | 44.42 |    |
| 15 | B       | Aleks Hristov               | Bulgária         | 40.26 | 41.86 | x     | 41.86 |    |
| 16 | A       | Nurahmad Babayev            | Azerbajdzsán     | 29.91 | 29.24 | 31.08 | 31.08 |    |
| -  | A       | Ariel Atias                 | Izrael           | x     | x     | x     |       | NM |

## Döntő
| H     | Név                         | Nemzet           | 1     | 2     | 3     | 4     | 5     | 6     | E     | Mj |
| ----- | --------------------------- | ---------------- | ----- | ----- | ----- | ----- | ----- | ----- | ----- | -- |
| Arany | Aranyi Ferenc               | Magyarország     | 55.70 | 57.45 | x     | 56.95 | x     | x     | 57.45 | PB |
| Ezüst | Giorgos Koniarakis          | Ciprus           | 55.38 | 56.13 | 55.92 | x     | 50.97 | 54.82 | 56.13 |    |
| Bronz | Kornel Kacper Warszawski    | Lengyelország    | 47.23 | x     | 51.43 | x     | x     | x     | 51.43 |    |
| 4     | Marco Giuseppe Balloni      | Olaszország      | x     | 50.71 | x     | 49.85 | 50.28 | x     | 50.71 |    |
| 5     | Gia Davitashvili            | Grúzia           | 50.50 | x     | x     | x     | x     | x     | 50.50 |    |
| 6     | Dzmitry Karpuk              | Fehéroroszország | 34.33 | 50.32 | x     | 49.04 | 49.99 | x     | 50.32 |    |
| 7     | Aaron Sola Sanjuan          | Spanyolország    | 45.51 | 48.88 | 46.58 | 48.99 | x     | 48.01 | 48.99 |    |
| 8     | Dmitrii Lopyrev             | Oroszország      | 48.86 | 46.35 | 48.65 | x     | 47.56 | x     | 48.86 |    |
| 9     | Aaro Leinonen               | Finnország       | x     | x     | 48.85 |       |       |       | 48.85 |    |
| 10    | Adrian Baran                | Szlovákia        | 48.36 | x     | 46.09 |       |       |       | 48.36 | PB |
| 11    | Torkel Andreassen Bjoerbaek | Norvégia         | 46.94 | x     | x     |       |       |       | 46.94 |    |
| 12    | Earwyn Abdou                | Franciaország    | 43.35 | x     | x     |       |       |       | 43.35 |    |